# Новопетриківська сільська рада
| Новопетриківська сільська рада — колишній орган місцевого самоврядування у Великоновосілківському районі Донецької області з адміністративним центром у с. Новопетриківка. Сільській раді підпорядковані населені пункти: - с. Новопетриківка - с. Георгіївка - с. Малий Керменчик - с. Ялинське |

## Склад ради
Рада складається з 20 депутатів та голови.

## Керівний склад сільської ради
| ПІБ                         | Основні відомості                                                         | Дата обрання | Дата звільнення |
| --------------------------- | ------------------------------------------------------------------------- | ------------ | --------------- |
| Вороновський Іван Федорович | Сільський голова, 1957 року народження, освіта, член Партії регіонів      | 26.03.2006   | 31.10.2010      |
| Єфименко Олег Валерійович   | Сільський голова, 1971 року народження, освіта вища, член Партії регіонів | 31.10.2010   |                 |

Примітка: таблиця складена за даними джерела